# Косбі (Міссурі)
Косбі (англ. Cosby) — селище (англ. village) в США, в окрузі Ендрю штату Міссурі. Населення — 114 особи (2020).

## Географія
Косбі розташоване за координатами 39°51′49″ пн. ш. 94°40′47″ зх. д. / 39.86361° пн. ш. 94.67972° зх. д. (39.863602, -94.679777).  За даними Бюро перепису населення США в 2010 році селище мало площу 0,24 км², з яких 0,24 км² — суходіл та 0,00 км² — водойми.

## Демографія
Згідно з переписом 2010 року, у селищі мешкали 124 особи в 45 домогосподарствах у складі 34 родин. Густота населення становила 509 осіб/км².  Було 52 помешкання (213/км²).
Расовий склад населення:
| - 99,2 % — білих |

До двох чи більше рас належало 0,0 %. Частка іспаномовних становила 0,8 % від усіх жителів.
За віковим діапазоном населення розподілялося таким чином: 29,0 % — особи молодші 18 років, 58,9 % — особи у віці 18—64 років, 12,1 % — особи у віці 65 років та старші. Медіана віку мешканця становила 35,0 року. На 100 осіб жіночої статі у селищі припадало 106,7 чоловіків;  на 100 жінок у віці від 18 років та старших — 100,0 чоловіків також старших 18 років.
Середній дохід на одне домашнє господарство  становив 47 245 доларів США (медіана — 49 250), а середній дохід на одну сім'ю — 50 087 доларів (медіана — 53 125). За межею бідності перебувало 17,2 % осіб, у тому числі 28,6 % дітей у віці до 18 років та 0,0 % осіб у віці 65 років та старших.
Цивільне працевлаштоване населення становило 51 осіб. Основні галузі зайнятості: виробництво — 25,5 %, роздрібна торгівля — 21,6 %, освіта, охорона здоров'я та соціальна допомога — 17,6 %.